# Apple Tree Productions
A Apple Tree Productions é uma produtora dinamarquesa que desenvolve e produz teleséries para o público dinamarquês, nórdico e internacional. A empresa foi fundada em dezembro de 2017 por Lars Hermann e Piv Bernth, que está por trás de sucessos internacionais como Forbrydelsen, Os Herdeiros, Follow the Money, The Bridge, Liberty e Herrens veje. A companhia tem a ITV Studios como parceira.